# روخر ایلخمس
روخر ایلخمس (انگلیسی: Roger Ilegems؛ زادهٔ ۱۳ دسامبر ۱۹۶۲) دوچرخه‌سوار اهل بلژیک است.
وی در مسابقات کشوری و بین‌المللی در مجموع برندهٔ ۱ مدال طلا شده‌است.